# Alexandre Tamanian
Alexandre Tamanian (en arménien : Ալեքսանդր Թամանյան), est un architecte et urbaniste néoclassique arménien, né le 4 mars 1878 à Ekaterinodar (aujourd'hui Krasnodar) et mort le 20 février 1936 à Erevan (Arménie).

## Biographie
Il est né à Yekatirinodar (ancien nom de Krasnodar) en 1878 dans une famille où le père est banquier. En 1904, Tamanian est diplômé de l'Académie des Arts de Saint-Pétersbourg. Son style est clairement inspiré de l'architecture néo-classique, très en vogue en Europe au XIXe siècle et aux États-Unis jusqu'au milieu du XXe siècle.
Ses premiers travaux remarquables débutent quelques années plus tard. Il dessinera entre autres, en 1911, le manoir de Kotchoubeï dans la résidence impérial (Tsarskoye Selo) près de Saint-Pétersbourg, la maison du prince Chtcherbatov en 1911-1913 ou la maison des employés des chemins de fer à Moscou entre 1913 et 1923.
En 1914, il devient académicien des Arts, puis en 1917, il est élu vice-directeur de l'Académie des Arts qui l'a diplômé treize ans plus tôt. En 1923, il s'installe à Erevan pour diriger les grands travaux de développement de la nouvelle RSS d'Arménie. Il s'y marie, a quatre enfants, parmi lesquels un fils, Georgi, qui sera architecte, et y meurt le 20 février 1936.

## Erevan et l'Arménie soviétique

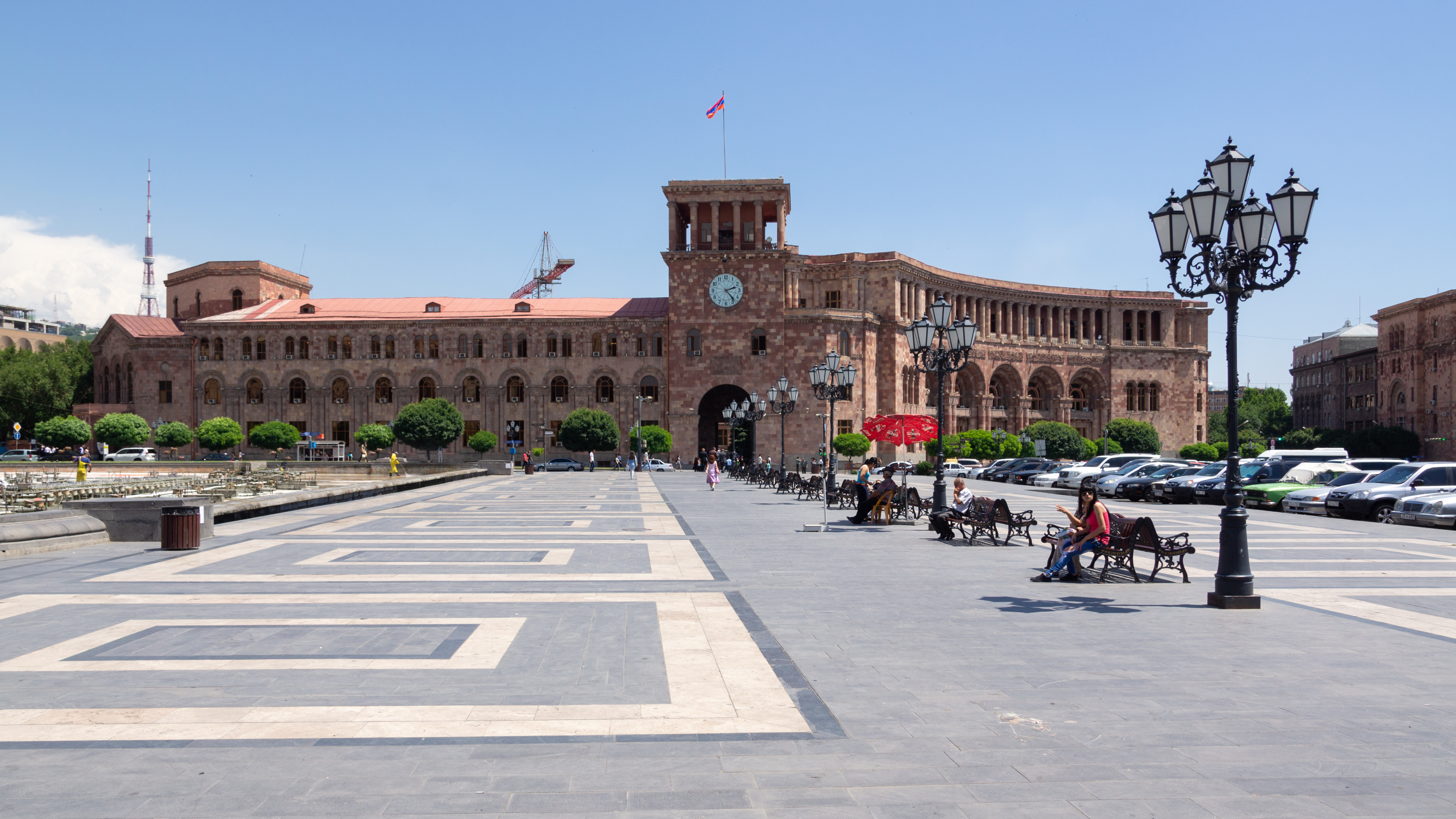
Place de la République à Erevan

Dès 1925, Tamanian dessine les plans d'urbanisme de nombreuses villes arméniennes comme Léninakan (aujourd'hui Gyumri), Nor bayazet (aujourd'hui Gavar) ou encore Etchmiadzin en 1927. Mais Tamanian est surtout connu et réputé pour sa transformation de la capitale, Erevan, dans un style typiquement néo-arménien. Ses premiers plans furent validés en 1924 et l'ancienne petite capitale de province se transforma rapidement en grande ville moderne ponctuée de larges avenues arborées et de nombreuses grandes places, à l'instar de la place de la République, le cœur de la ville jusqu'à nos jours.
Dans le même temps, il est aussi l'auteur de nombreux monuments d'Erevan, dont le fameux opéra d'Erevan commencé en 1926.
Malgré son style néo-classique et ses influences soviétiques, Tamanian saura aussi s'adapter à l'architecture et aux matériaux du pays. La plupart de ses constructions empruntent des éléments de l'architecture historique arménienne et utilisent des pierres de pays comme le tuf rose. C'est l'utilisation, encore aujourd'hui, de cette pierre volcanique qui donne le nom de « ville rose » à Erevan. Il travaillera aussi à la préservation du patrimoine architectural de l'Arménie en dirigeant le comité pour la protection des monuments historiques en Arménie.
Sa statue trône aujourd'hui dans le centre d'Erevan où il est considéré comme le « Haussmann arménien ».